# Persona: Trinity Soul
Pour les articles homonymes, voir Persona.
Persona : Trinity Soul (ペルソナ トリニティ・ソウル, Perusona : Toriniti sôru) est une série télévisée d'anime japonais réalisé par Jun Matsumoto pour le studio Yasuyuki Muto et diffusée en 2008.

## Synopsis
L'histoire se déroule 10 ans après la trame du jeu vidéo Shin Megami Tensei: Persona 3, où le héros évitait la fin du monde provoquée par les "ombres", dans la ville d'Ayanagi, située proche de la mer du Japon.
Cette ville a été construite dans le but de pallier les dégâts causés par le fléau du "syndrome d'apathie", survenu dix ans plus tôt.
Un lycéen, Shin Kanzato, et son jeune frère Jun, rentrent chez leur frère ainé Ryo, ce dernier est le chef de la police d'Ayanagi, depuis dix ans déjà.
À ce moment, une série d'étranges événements se produisent dans la ville d'Ayanagi, tels que la soudaine disparition de l'équipage d'un submersible en plongée, l'apparition de syndromes latents survenus il y a dix ans et le cas du corps méconnaissable d'un élève ayant pris une horrible apparence.
Serait-ce dû aux "ombres" se nourrissant de l'âme de leurs victimes ?
Ryo traque l'organisation cachée derrière cette succession d'incidents, en employant son Persona - projection corporelle astrale permettant de lutter contre les "ombres" - Ce faisant, il est impliqué dans l'incident provoquant le réveil du "Persona" de Shin.

## Liste des épisodes
| No | Titre français                                            | Titre japonais       | Titre japonais                  | Date de 1re diffusion |
| No | Titre français                                            | Kanji                | Rōmaji                          | Date de 1re diffusion |
| -- | --------------------------------------------------------- | -------------------- | ------------------------------- | --------------------- |
| 01 | Latence des Types-A                                       | 特A潜在              | Toku A Senzai                   | 5 janvier 2008        |
| 02 | Extraction d'ombre                                        | 影抜き               | Kagenuki                        | 12 janvier 2008       |
| 03 | Marebito                                                  | マレビト             | Marebito                        | 19 janvier 2008       |
| 04 | Une plume de la baleine                                   | くじらのはね         | Kujira no Hane                  | 26 janvier 2008       |
| 05 | Une union forcée                                          | 強いられた結合       | Shiirareta Ketsugou             | 2 février 2008        |
| 06 | Le jour où le chef a disparu                              | 署長が消えた日       | Shochou ga Kieta Hi             | 9 février 2008        |
| 07 | L'autre personne connue sous le nom de moi                | 私という他者         | Watashi to lu Tasha             | 16 février 2008       |
| 08 | Sous l'arbre de camphre                                   | クスノキの下で       | Kusunoki no Shita de            | 23 février 2008       |
| 09 | Appel de la mer                                           | 海からの呼び声       | Umi kara no Yobigoe             | 1er mars 2008         |
| 10 | L'ombre sourit à la tombée de la nuit                     | 影は薄暮に微笑う     | Kage wa Hakubo ni Warau         | 8 mars 2008           |
| 11 | Définition de la dépendance                               | 依存の定義           | Izon no Teigi                   | 15 mars 2008          |
| 12 | Sauveur                                                   | 救済者               | Kyuusai mono                    | 22 mars 2008          |
| 13 | Le champ de neige Weltered dans le sang                   | 朱に染まる雪原       | Ake ni Somaru Setsugen          | 29 mars 2008          |
| 14 | Intervalle de fluctuation                                 | 狭間の彷徨           | Hazama no Houkou                | 5 avril 2008          |
| 15 | Ceux qui verrouillent nos lendemains                      | 明日を閉ざすもの     | Ashita wo tozasu mono           | 12 avril 2008         |
| 16 | Le dégagement et la guérison de l'enfant à l'esprit sacré | 解放の子と治癒の聖霊 | Kaihou no ko to chiyu no seirei | 19 avril 2008         |
| 17 | Vents de maison                                           | 風の里にて           | Kaze no sato nite               | 26 avril 2008         |
| 18 | Rêve de descente                                          | 沈む夢               | Shizumu yume                    | 3 mai 2008            |
| 19 | Réfugié                                                   | 帰還者               | Kikan mono                      | 10 mai 2008           |
| 20 | Mémoires                                                  | おもいで             | Omoide                          | 17 mai 2008           |
| 21 | Cruauté                                                   | 残刻                 | Zankoku                         | 24 mai 2008           |
| 22 | Yorishiro                                                 | 依り代               | Yorishiro                       | 31 mai 2008           |
| 23 | Embrassement des liens                                    | 絆を抱いて           | Kizuna wo idai te               | 7 juin 2008           |
| 24 | Coin de Rédemption                                        | 贖罪の楔             | shokuzai no kusabi              | 14 juin 2008          |
| 25 | Perte sans signification                                  | 謂れなき喪失         | Iware naki soushitsu            | 21 juin 2008          |
| 26 | Futur de surfaçage                                        | 浮上する未来         | Fujou suru mirai                | 28 juin 2008          |